# بخش مرکزی شهرستان رودبار جنوب
بخش مرکزی، یکی از بخش‌های شهرستان رودبار جنوب در استان کرمان ایران است. مرکز این بخش، شهر رودبار است.

## تقسیمات کشوری
- بخش مرکزی شهرستان رودبار جنوب
  - دهستان رودبار
  - دهستان بیژن‌آباد

شهر: رودبار

## جمعیت
بر پایه سرشماری عمومی نفوس و مسکن در سال ۱۳۹۵، جمعیت بخش مرکزی شهرستان رودبار جنوب برابر با ۴۰٬۵۸۷ نفر بوده است.